# Patern (bisbe de Barcelona)
Patern fou bisbe de Barcelona successor de Nebridi. Patern assistí al concili de Lleida del 546 (quinzè any del regnat de Teudis). En aquest concili es reuniren els bisbes de la Tarraconense convocats i presidits pel metropolità Sergi, i al que assistiren altres vuit bisbes entre ells Patern. En aquest concili s'establiren setze cànons. Patern signa amb els termes Paternus in Christi nomine Episcopus Eclesiæ Catholicæ Barcinonensis & subscripsi, recalcant el terme catòlic pel fet que la fe arriana era patent entre la comunitat goda de Barcelona i que ell representava la comunitat catòlica. Flórez suposa l'existència d'un successor a Patern en la seu de Barcelona entre aquest i Ugne, datat amb certesa a la seu barcelonina l'any 589 com a signatari de les actes del III Concili de Toledo. En aquest període de quasi una quarantena d'anys succeí la persecució contra els catòlics per part dels rei visigot Leovigild.